# 晋中至太原城际铁路
晋中至太原城际铁路是中国一条规划中的城际铁路，是山西省第一条城际铁路，连接太原市小店区与晋中市榆次区。

## 概况
晋中至太原城际铁路，西起于位于太原市小店区的太原地铁2号线一期工程终点站人民南路车站，大致走向由西向东，经过榆次区主城，至环城东路西侧的环城东路站，全线长19.81公里。
全线以高架线为主，初期开设车站8座，预留车站5座，预留停车场一处，设有车辆段一处。

## 进程
2015年1月，轨道交通项目公司组建完毕。
2019年，此规划制式定位有轨电车。

## 沿途车站
- 人民南路站
- 科技创新城站
- 环城东路站

## 参看
- 太榆同城化
- 山西科技创新城